# Tomizmus

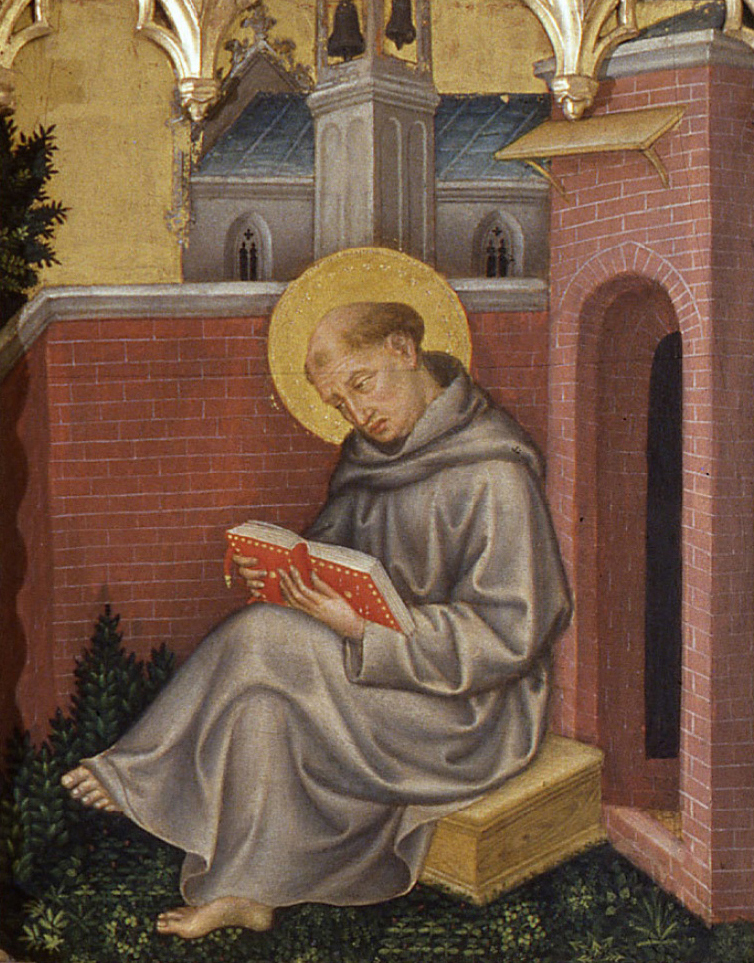
Aquinói Szent Tamás

A tomizmus a skolasztikus Aquinói Szent Tamás és az általa létrehozott teológiai és filozófiai iskola tanítása.
A tomizmus fejlődése három szakaszra bontható:
1. a régebbi tomizmus
2. a reformáció előtti tomizmus
3. a 19. század közepén kialakult tomizmus, ami neotomizmus néven ismert.

A tomizmus az arisztotelizmust egyesíti a keresztény – katolikus – világnézettel. Az irányzat az intellektus akarat feletti uralmát képviseli, valamint – bizonyos határokon belül – az akaratszabadságot. Isten megismerhetőségét a látható teremtményeiben való megnyilvánulásaihoz, hatásaihoz köti. Az irányzat szerint az igazságot kétféle módon lehet megismerni: hittel vagy tudással. Elképzelhető, hogy a két módon megszerzett ismeretek nem egyeznek meg, és ennek az emberi elme az oka. Ezért a tudással szemben a hitet kell előnyben részesíteni. Az emberek csak a bűnbeesés előtt voltak egyenlők, azóta a szolgaság valamilyen Istentől elrendelt formájában élnek.
A tomizmus az arisztotelészi filozófia eszközeivel a katolikus egyház legátfogóbb, részletekbe menően racionalista rendszerét alkotta meg, amely annak még ma is az eszmei alapját tükrözi.